# Omloop van het Houtland 1970
L'Omloop van het Houtland 1970, ventiseiesima edizione della corsa, si svolse il 1º ottobre 1970 su un percorso con partenza e arrivo a Lichtervelde. Fu vinto dal belga Roger De Vlaeminck della Flandria-Mars davanti ai suoi connazionali Daniel Van Ryckeghem e Willy Maes.

## Ordine d'arrivo (Top 10)
| Pos. | Corridore            | Squadra                  | Tempo |
| ---- | -------------------- | ------------------------ | ----- |
| 1    | Roger De Vlaeminck   | Flandria-Mars            |       |
| 2    | Daniel Van Ryckeghem | Mann-Grundig             |       |
| 3    | Willy Maes           | Goldor-Fryns             |       |
| 4    | Jacques De Boever    | Flandria-Mars            |       |
| 5    | Jacques Clauwaert    | Flandria-Mars            |       |
| 6    | Frank Ebo            | Siriki-Munck             |       |
| 7    | Hubert Hutsebaut     | Flandria-Mars            |       |
| 8    | Freddy Decloedt      | Goldor-Frijns-Elve       |       |
| 9    | Roger Jochmans       | Hertekamp-Magniflex-Novy |       |
| 10   | Jacques Guiot        | Frimatic-De Gribaldy     |       |